# チョコレート魂
「チョコレート魂」（チョコレートだましい）は、松浦亜弥の21枚目のシングル。2009年2月11日に発売された。

## 概要
- 前作「きずな」から約9か月でのリリースで、2009年に発売された唯一のシングル。
- バレンタインデーを意識した楽曲となっている。
- のちに事務所の後輩である吉川友がトリプルA面シングル「世界中に君は一人だけ/Valentine's RADIO/チョコレート魂」の1曲としてカバーしている。
- アップフロント所属アーティストとしては最後のシングルとなる。

## 収録曲
全作詞：三浦徳子、全作曲：山沢大洋、全編曲：武藤星児
1. チョコレート魂 [4:57]
2. ガツン [4:21]
3. チョコレート魂（Instrumental） [4:55]